# Rugby-Union-Südamerikameisterschaft 2010
Die Rugby-Union-Südamerikameisterschaft 2010 (spanisch Sudamericano de Rugby 2010) der Division A war die 32. Ausgabe der südamerikanischen Kontinentalmeisterschaft in der Sportart Rugby Union. Sie war aufgeteilt in zwei Phasen. In der ersten trafen die Nationalmannschaften von Brasilien, Chile, Paraguay und Uruguay aufeinander. Die zwei besten Teams trafen anschließend in der zweiten Phase auf die Jaguares, die argentinische B-Auswahl. Sämtliche Spiele fanden in der chilenischen Hauptstadt Santiago de Chile statt. Den Titel gewann zum 31. Mal Argentinien.
Im selben Jahr fand der Wettbewerb der Division B statt, der vier weitere Nationalteams aus Costa Rica, Kolumbien, Peru und Venezuela umfasste. Diese Spiele wurden in der kolumbianischen Stadt Medellín ausgetragen.

## Division A

### Erste Phase
Für einen Sieg gab es drei Punkte, für ein Unentschieden einen Punkt, bei einer Niederlage null Punkte.
|    | Land      | Spiele | Siege | Unent. | Ndlg. | Spiel- punkte | Diff. | Tabellen- punkte |
| -- | --------- | ------ | ----- | ------ | ----- | ------------- | ----- | ---------------- |
| 1. | Uruguay   | 3      | 3     | 0      | 0     | 109:43        | + 66  | 9                |
| 2. | Chile     | 3      | 2     | 0      | 1     | 92:50         | + 42  | 6                |
| 3. | Brasilien | 3      | 1     | 0      | 2     | 41:75         | − 34  | 3                |
| 4. | Paraguay  | 3      | 0     | 0      | 3     | 38:112        | − 74  | 0                |

| 13. Mai 2010 | Brasilien                                  | 10 : 26       | Uruguay                                                          | CARR de la Reina, Santiago de Chile Schiedsrichter: Jaime Vial (Chile) |
| 13. Mai 2010 | Versuche: Gregg Erhöhungen: 1 Dropgoals: 1 | (0:8) Bericht | Versuche: de Freitas Deicas Grignola Mieres Straftritte: Caffera | CARR de la Reina, Santiago de Chile Schiedsrichter: Jaime Vial (Chile) |

| 13. Mai 2010 | Chile | 42 : 6         | Paraguay                | CARR de la Reina, Santiago de Chile Schiedsrichter: Gustavo Gerbasi (Uruguay) |
| 13. Mai 2010 | Versuche: de la Fuente Gerhard (2) Onetto Schachner Erhöhungen: Valderrama (4) Straftritte: Valderrama (3) | (16:6) Bericht | Straftritte: Duarte (2) | CARR de la Reina, Santiago de Chile Schiedsrichter: Gustavo Gerbasi (Uruguay) |

| 16. Mai 2010 | Paraguay                                            | 14 : 47        | Uruguay | CARR de la Reina, Santiago de Chile Schiedsrichter: Felipe Balbontin (Chile) |
| 16. Mai 2010 | Versuche: Ballasch Cuttier Erhöhungen: Llamosas (2) | (0:16) Bericht | Versuche: Corral (2) Crosa Espiga (2) Lewis Ruffalini Erhöhungen: Caffera Straftritte: Caffera Dropgoals: Caffera | CARR de la Reina, Santiago de Chile Schiedsrichter: Felipe Balbontin (Chile) |

| 16. Mai 2010 | Chile | 31 : 8         | Brasilien                             | CARR de la Reina, Santiago de Chile Schiedsrichter: Gustavo Gerbasi (Uruguay) |
| 16. Mai 2010 | Versuche: Brangier Cabrera Westeneck Erhöhungen: Herrera Valderrama Straftritte: Herrera Fuentes (2) Dropgoals: Onetto | (26:3) Bericht | Versuche: Sorribes Straftritte: Duque | CARR de la Reina, Santiago de Chile Schiedsrichter: Gustavo Gerbasi (Uruguay) |

| 19. Mai 2010 | Brasilien                                                                 | 23 : 18        | Paraguay                                                            | CARR de la Reina, Santiago de Chile Schiedsrichter: Jaime Vial (Chile) |
| 19. Mai 2010 | Versuche: Duque Gregg Krahenbuhl Erhöhungen: Duque Straftritte: Duque (2) | (8:11) Bericht | Versuche: Nasser Sarrubi Erhöhungen: Duarte Straftritte: Duarte (2) | CARR de la Reina, Santiago de Chile Schiedsrichter: Jaime Vial (Chile) |

| 19. Mai 2010 | Chile                                                                  | 19 : 36         | Uruguay                                                                        | CARR de la Reina, Santiago de Chile Schiedsrichter: Andrés Ramos (Argentinien) |
| 19. Mai 2010 | Versuche: Schachner Erhöhungen: Valderrama Straftritte: Valderrama (4) | (16:20) Bericht | Versuche: Leivas (3) Martínez Erhöhungen: Caffera (2) Straftritte: Caffera (4) | CARR de la Reina, Santiago de Chile Schiedsrichter: Andrés Ramos (Argentinien) |

### Zweite Phase
Für einen Sieg gab es drei Punkte, für ein Unentschieden einen Punkt, bei einer Niederlage null Punkte. Das Ergebnis der Begegnung Uruguay–Chile der ersten Phase zählte auch für die zweite Phase.
|    | Land     | Spiele | Siege | Unent. | Ndlg. | Spiel- punkte | Diff. | Tabellen- punkte |
| -- | -------- | ------ | ----- | ------ | ----- | ------------- | ----- | ---------------- |
| 1. | Jaguares | 2      | 2     | 0      | 0     | 86:9          | + 77  | 6                |
| 2. | Uruguay  | 2      | 1     | 0      | 1     | 36:57         | − 21  | 3                |
| 3. | Chile    | 2      | 0     | 0      | 2     | 28:84         | − 56  | 0                |

| 21. Mai 2010 | Uruguay | 0 : 38         | Jaguares                                                                                   | CARR de la Reina, Santiago de Chile Schiedsrichter: Javier Mancuso (Argentinien) |
| 21. Mai 2010 |         | (0:19) Bericht | Versuche: Smidt Borges Viazzo H. Agulla B. Agulla Bruno Erhöhungen: Mieres (3) Urdapilleta | CARR de la Reina, Santiago de Chile Schiedsrichter: Javier Mancuso (Argentinien) |

| 23. Mai 2010 | Chile                       | 9 : 48         | Jaguares                                                                                       | CARR de la Reina, Santiago de Chile Schiedsrichter: Gustavo Gerbasi (Uruguay) |
| 23. Mai 2010 | Straftritte: Valderrama (3) | (6:17) Bericht | Versuche: Tetaz Baez Azcárate Guzmán Imhoff (2) Merello Sanchez Erhöhungen: Mieres (3) Sanchez | CARR de la Reina, Santiago de Chile Schiedsrichter: Gustavo Gerbasi (Uruguay) |

## Division B

### Tabelle
Für einen Sieg gab es drei Punkte, für ein Unentschieden einen Punkt, bei einer Niederlage null Punkte.
|    | Land       | Spiele | Siege | Unent. | Ndlg. | Spiel- punkte | Diff. | Tabellen- punkte |
| -- | ---------- | ------ | ----- | ------ | ----- | ------------- | ----- | ---------------- |
| 1. | Peru       | 3      | 3     | 0      | 0     | 95:17         | + 78  | 9                |
| 2. | Venezuela  | 3      | 2     | 0      | 1     | 62:45         | + 17  | 6                |
| 3. | Kolumbien  | 3      | 1     | 0      | 2     | 94:55         | + 39  | 3                |
| 4. | Costa Rica | 3      | 0     | 0      | 3     | 17:151        | − 134 | 0                |

### Ergebnisse
| 24. Oktober 2010 | Kolumbien | 61 : 6 | Costa Rica | Unidad Deportiva Castilla, Medellín |
| 24. Oktober 2010 |           |        |            | Unidad Deportiva Castilla, Medellín |

| 25. Oktober 2010 | Peru | 13 : 5 | Venezuela | Unidad Deportiva Castilla, Medellín |
| 25. Oktober 2010 |      |        |           | Unidad Deportiva Castilla, Medellín |

| 27. Oktober 2010 | Kolumbien | 7 : 21 | Peru | Unidad Deportiva Castilla, Medellín |
| 27. Oktober 2010 |           |        |      | Unidad Deportiva Castilla, Medellín |

| 27. Oktober 2010 | Venezuela | 29 : 6 | Costa Rica | Unidad Deportiva Castilla, Medellín |
| 27. Oktober 2010 |           |        |            | Unidad Deportiva Castilla, Medellín |

| 30. Oktober 2010 | Kolumbien | 26 : 28 | Venezuela | Unidad Deportiva Castilla, Medellín |
| 30. Oktober 2010 |           |         |           | Unidad Deportiva Castilla, Medellín |

| 30. Oktober 2010 | Peru | 61 : 5 | Costa Rica | Unidad Deportiva Castilla, Medellín |
| 30. Oktober 2010 |      |        |            | Unidad Deportiva Castilla, Medellín |